# گرافشافت (اشمالنبرگ)
گرافشافت (به آلمانی: Grafschaft) یک منطقهٔ مسکونی در آلمان است که در اشمالنبرگ واقع شده‌است. گرافشافت ۱٬۰۷۴ نفر جمعیت دارد.